# Костовщина
Костовщина (біл. вёска Касьцёўшчіна) — село в складі Березинського району Мінської області, Білорусь. Село підпорядковане Поплавській сільській раді, розташоване в східній частині області.